# Norrköpings norra förstäders municipalsamhälle

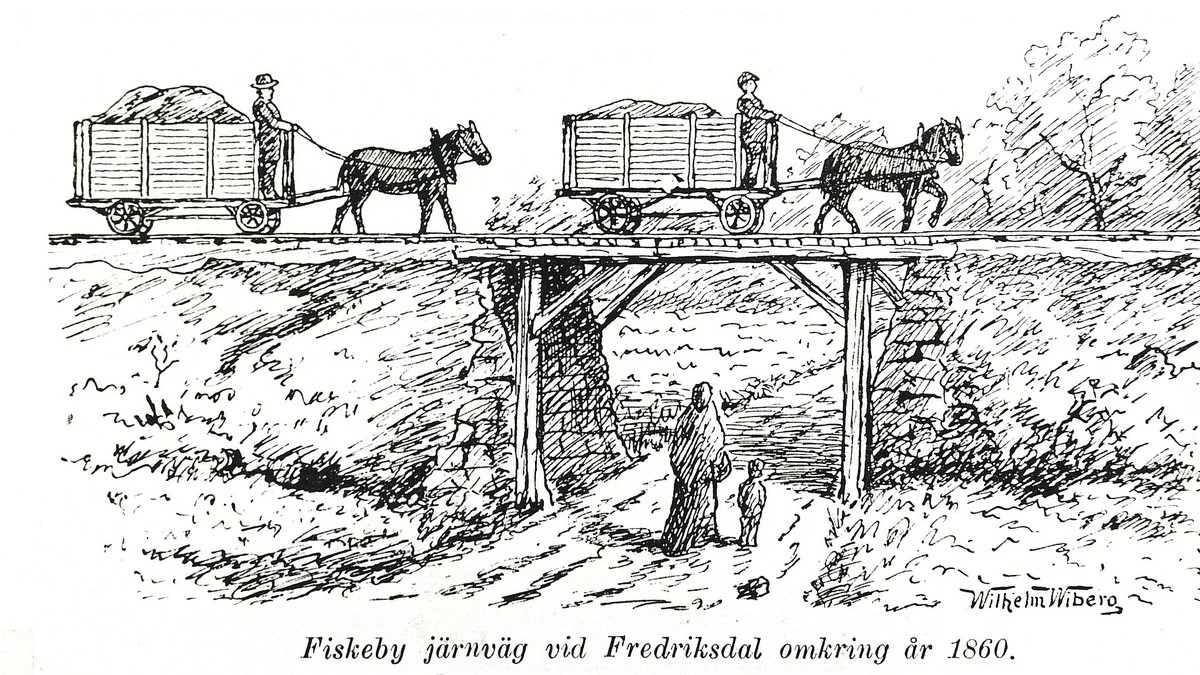
Fiskeby järnväg vid Fredriksdal, omkring 1860

Norrköpings norra förstäders municipalsamhälle inrättades i dåvarande Östra Eneby landskommun i Bråbo härad, Östergötlands län genom kungligt brev av den 20 februari 1885  varigenom tre av de så kallade stadsstadgorna infördes inom en del av kommunen. Från den 20 januari 1893 tillämpades även hälsovårdsstadgans stadsbestämmelser inom samhället. Municipalsamhället upplöstes vid utgången av år 1915 när hela Östra Eneby landskommun inkorporerades i Norrköpings stad, Området är nu en del av tätorten Norrköping.
Norrköpings norra förstäders municipalsamhälle bestod av Fredriksdal, Sandby och Marielund, alla intill Norrköpings norra stadsgräns. Sedan 1870-talet hade fattiga bosatt sig där i dåliga bostäder, som hade uppförts utan hänsyn till stadsbyggnadsordning och hälsovårdsföreskrifter.
Dessa arbetarområden, med efter hand mer stadsliknande bebyggelse, brukade benämnas Norra förstäderna. På 1880-talet bodde mellan 3 000 och 4 000 personer i de Norra förstäderna. Vid sekelskiftet 1900 uppgick invånarantalet till 4 571 av kommunens totalt 7 199 personer.
Municipalsamhällets utbredning motsvarade den del av Norrköping som är belägen mellan centralstationen i söder och Östra Eneby kyrka i norr, d.v.s. områdena Haga, Lagerlunda, Karlshov, Sandbyhov, Enebymo, Hallberga, Pryssgården, Fyrby och Vidablick. Området genomkorsas idag av linje 2 och 3 av Norrköpings spårvägar, vilka vänder vid Fridvalla respektive Vidablick.